# Valssassina
Valssassina je údolí v regionu Lombardie, provincie Lecco v Itálii.
Údolím protéká řeka Pioverna, která pramení na Cima di Muschiada a ústí do jezera Como. Řeka protéká údolím z jihu na sever. Před ústím protéká soutěskou Orrido di Bellano.
Na západní straně údolí se tyčí členitý masív Gringe a Bergamské Předalpy na východě jsou Orobské Alpy. Do údolí Begama vede silnice 64 z města Moggio, která stoupá na San Pietro a pak sestupuje do údolí Val Taleggio.
Severní část údolí Valssassina má největší hustotu osídlení. Většinu tvoří malá sídla na slunných svazích Monte di Mugio de Cimone di Margno. Údolí je proslaveno výrobou tradičních sýrů Taleggio a Caprino.